# Chiesa dell'Immacolata Concezione (Mazzarino)
La chiesa dell'Immacolata concezione è un edificio di culto della città di Mazzarino, ubicato nel centro storico.
La chiesa afferisce alla diocesi di Piazza Armerina ed è una rettoria della chiesa Madre di Santa Maria della Neve.

## Storia

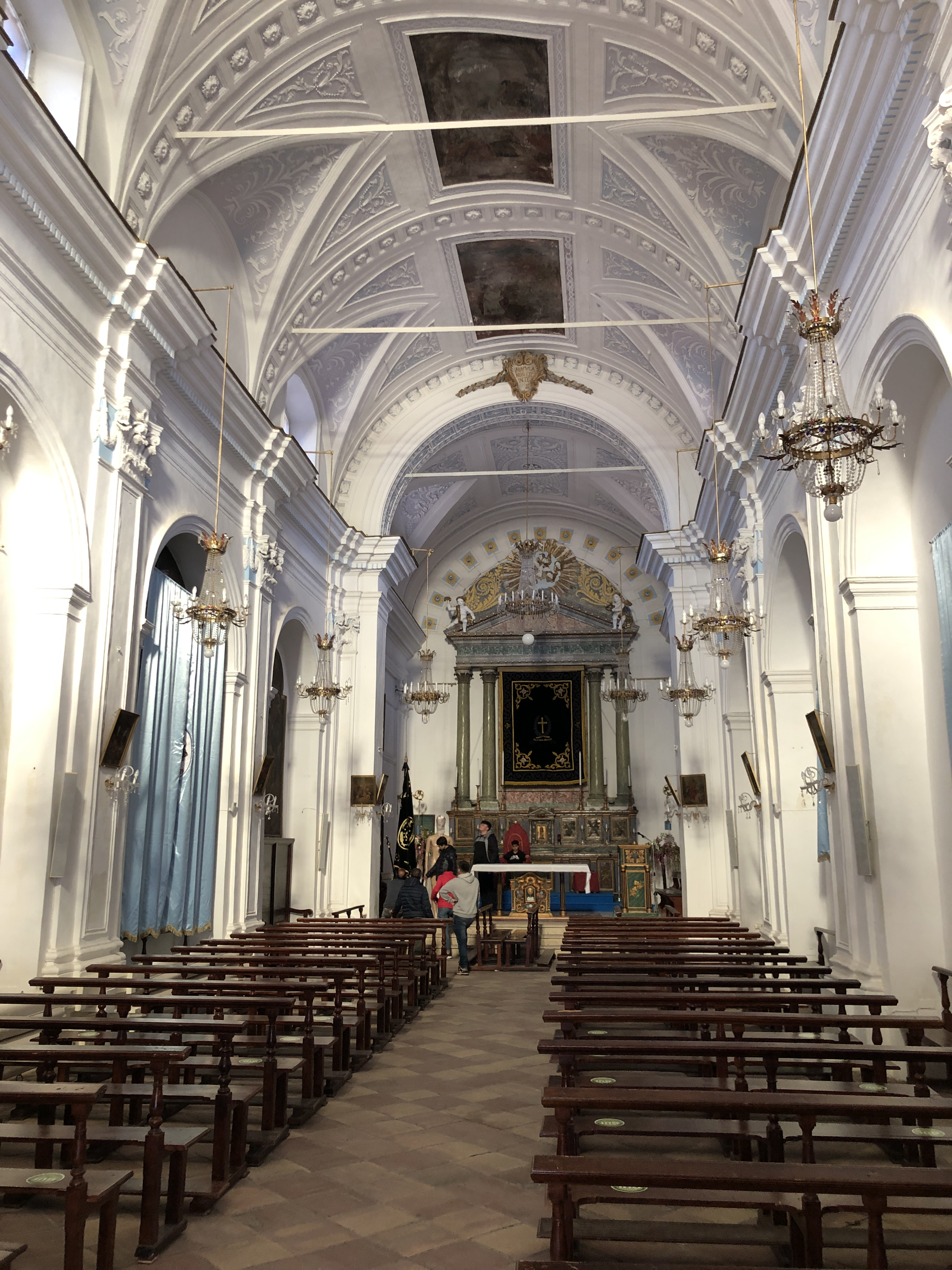
interno

Stando alle fonti storiche pervenute la chiesa ha origini molto antiche; sorse, infatti, intorno al XIV secolo, accanto ad un convento di Padri Conventuali.

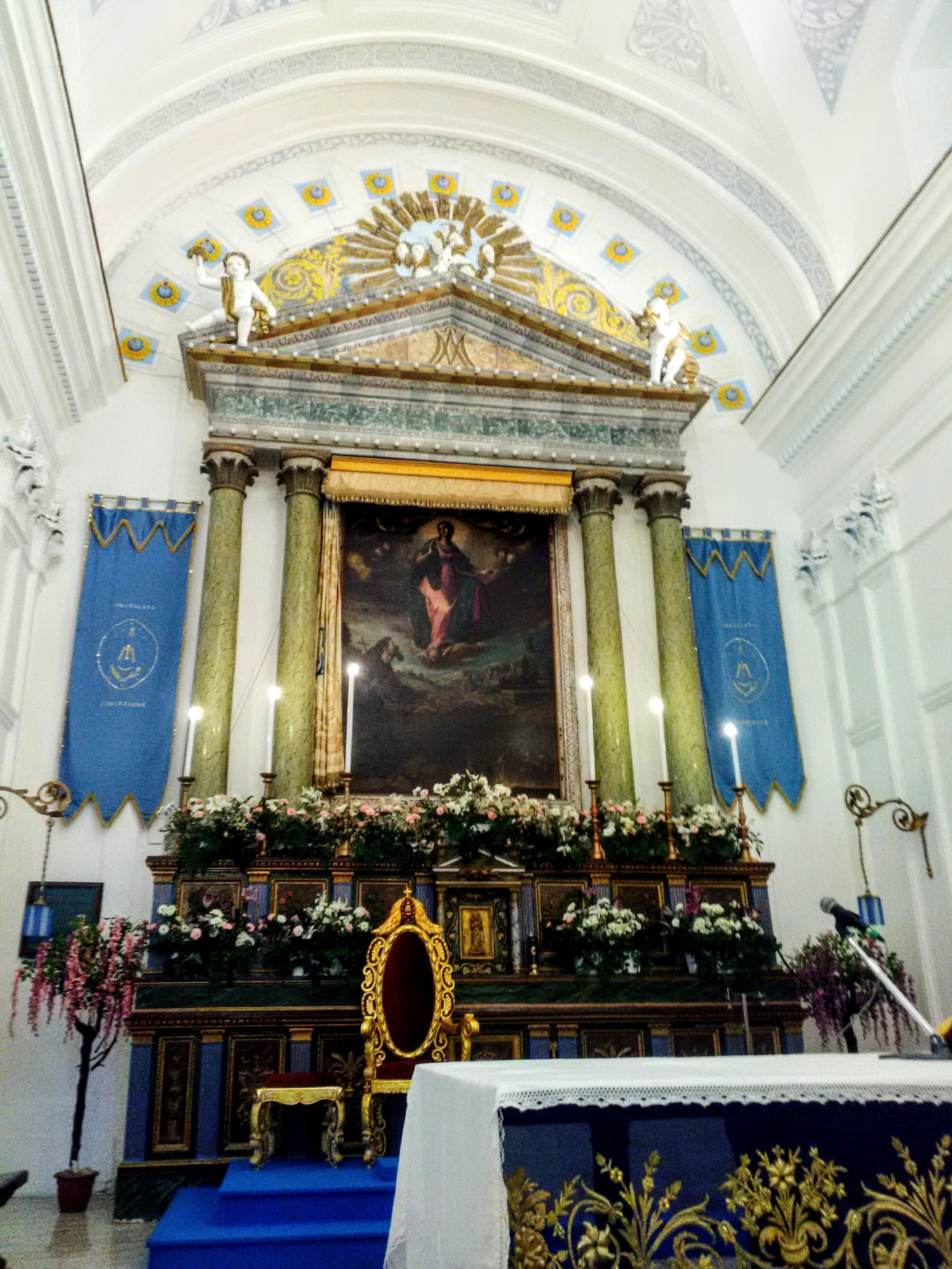
Altare maggiore

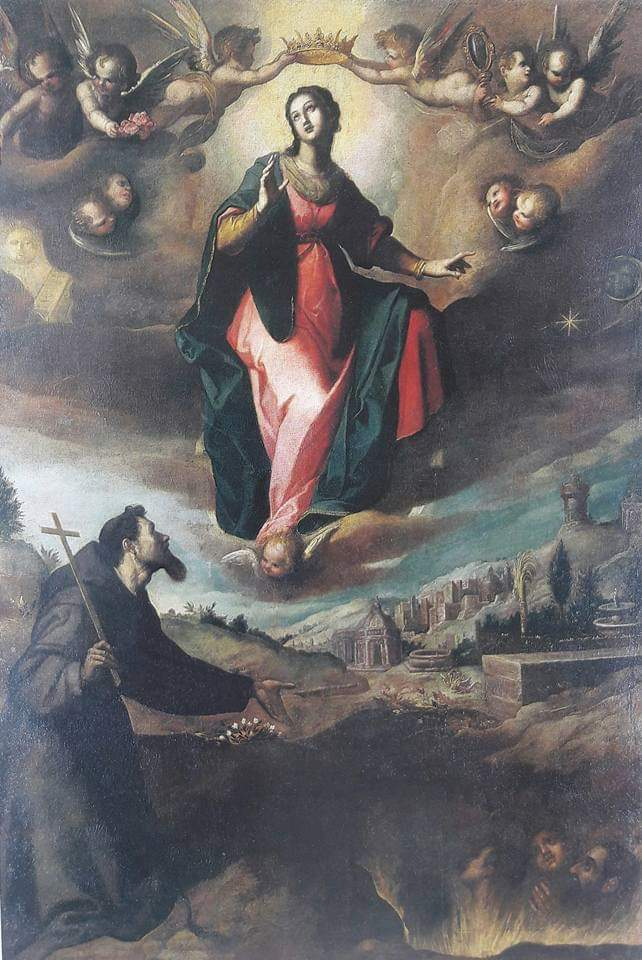
Immacolata di Filippo Paladini

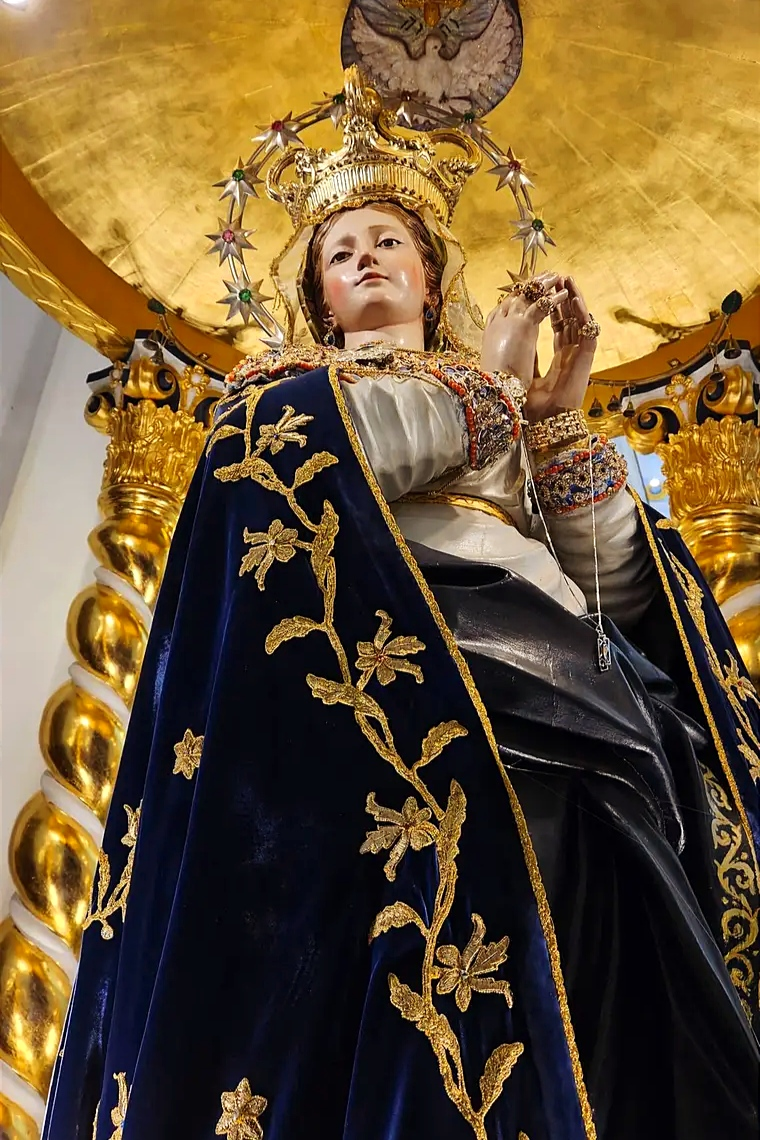
Statua lignea

Come riporta l'Ingala, prima del 1606, la chiesa era dedicata a Maria Santissima della Catena, allorquando i padri conventuali, che officiavano nel convento annesso, fecero dipingere la grande pala d'altare al pittore fiorentino Filippo Paladini raffigurante l'immacolata concezione e San Francesco d'Assisi che intercede per le anime purganti.
(P. Di Giorgio Ingala, Mazzarino, ricerche e considerazioni storiche, 1900.)
Nel 1604 vi fu istituita la Congregazione dei Figli di Maria Immacolata, cui fece parte anche il Conte Giuseppe Branciforte.
Tra i doveri delle congregazione vi era quello di festeggiare la solennità dell'immacolata Concezione: 
(P. Di Giorgio Ingala, Mazzarino, Ricerche e considerazioni storiche, 1900.)
Nel 1688 il superiore della congrega, Notaio Vincenzo Triolo, fece erigere a proprie spese la torre campanaria.
Nel 1805 il canonico don Antonino Privitelli fece eseguire in Palermo, dallo scultore Filippo Quattrocchi, la statua dell'Immacolata Concezione.

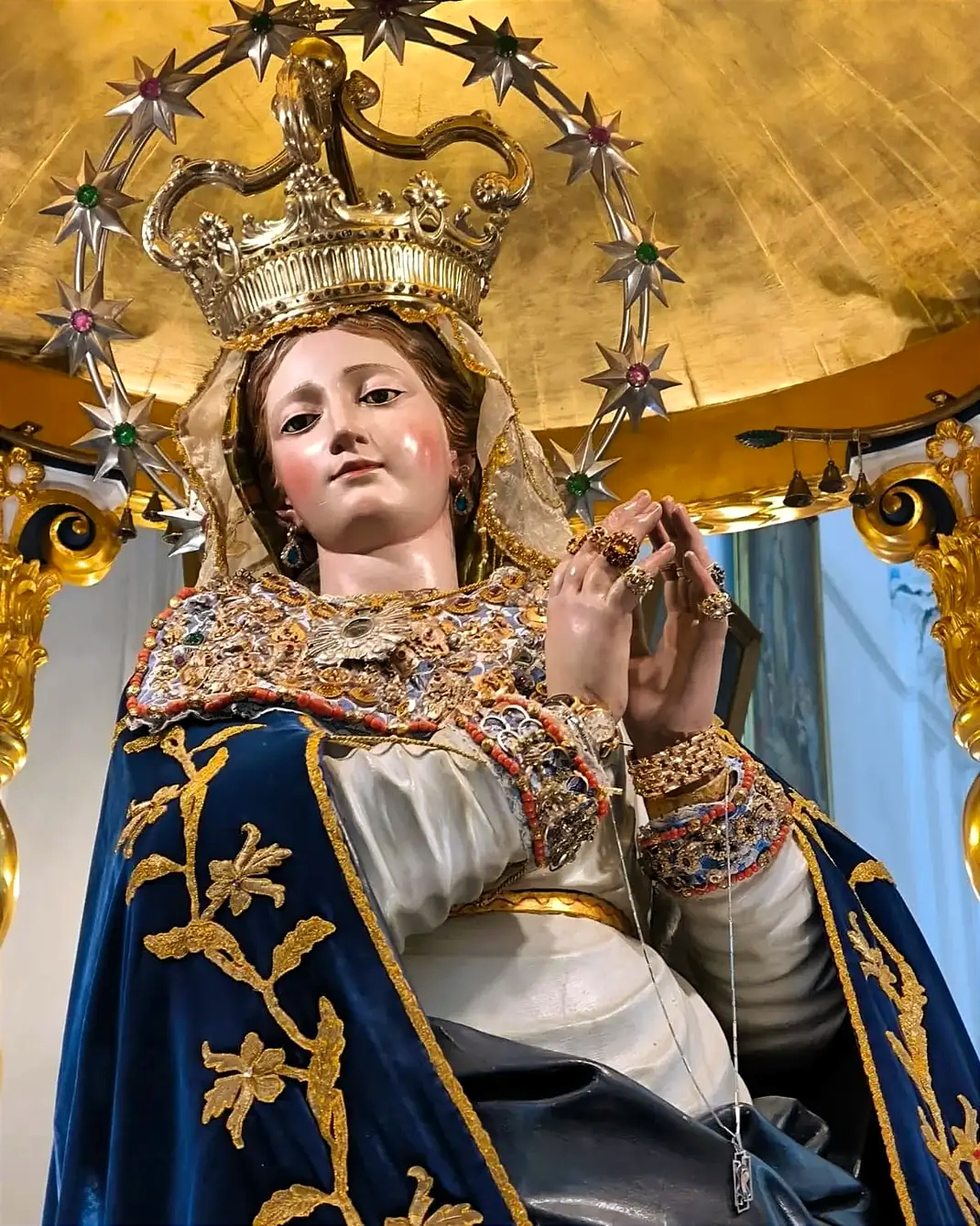
Statua lignea

Nel 1883 venne rifusa l'antica campana, mentre agli inizi del '900 fu realizzata la copertura del campanile.

## Descrizione

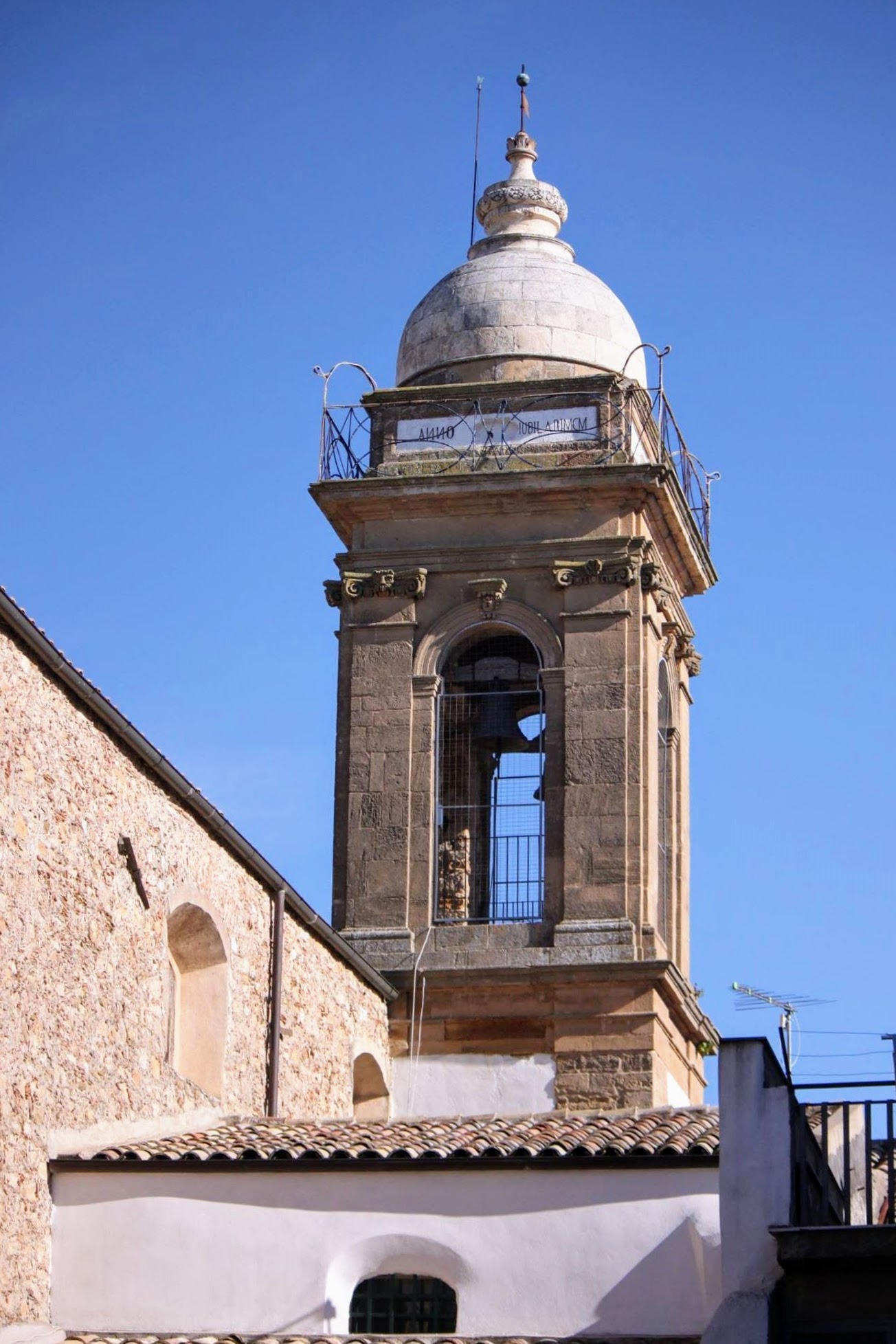
Campanile

La chiesa presenta un'unica navata con longitudine rivolta a ponente.

### Interno
Ha sette altari, compreso il maggiore, che espone la pregevole tela di Filippo Paladini dell'Immacolata concezione e San Francesco che intercede per le anime purganti in cui il pittore fiorentino si autoritrae col saio francescano e mostra la scritta: « Filippus Paladini Florentinus pingebat, anno 1606.».

L'altare maggiore è in legno intarsiato e dorato, sormontato da due coppie di colonne che sorreggono un timpano triangolare.
Il primo altare di destra è dedicato a San Tommaso Apostolo con tela del santo dipinta da Tommaso Pollace, come si legge "Thomas Pollace Panorm.us pin.ebat anno 1608". Il secondo altare è dedicato alle anime sante del purgatorio, con tela del  "catanese". Il terzo altare, invece,  è dedicato a San Giovanni Battista con tela del Pollace.
Il primo altare di sinistra è dedicato ai santi Crispino e Crispiniano con tela anch'essa del Pollace. Il secondo altare in una nicchia espone la statua di san Vito. Nel terzo altare vi è un crocifisso scolpito a grandezza naturale. In una cappelletta, nel santa-sancorum è custodita la statua dell'Immacolata Concezione, opera dello scultore Filippo Quattrocchi, del 1804.
Le pereti laterali, in corrispondenza degli altari, sono scandite da cinque arcate, con lesene e paraste decorate con stucchi in stile tardo barocco siciliano.
La volta a botte, anch'essa decorata con stucchi, presenta dei dipinti di Giacomo Tinnirello.

### Esterno
La facciata è in gran parte occupata dal grande portale in bugnato, affiancato da paraste e sormontato da una trabeazione di ordine dorico. Sul portale si apre una finestra con arco a tutto sesto.
La torre campanaria a base quadrata, presenta una logia campanaria con archi a tutto sesto. Il campanile venne edificato nel 1688. La sommità del campanile è coperta da una cupola poggiante su tamburo quadrato.